# Mandy Islacker
Mandy Islacker (Essen, 8 de agosto de 1988) é uma futebolista profissional alemã que atua como atacante.

## Carreira
Mandy Islacker fez parte do elenco da Seleção Alemã de Futebol Feminino, nas Olimpíadas de 2016.